# Oscar Chilesotti
Oscar Chilesotti, född 1848, död 1916, var en italiensk musikforskare.
Chilesotti var i synnerhet kännare av äldre lutmusik, som han försökte göra tillgänglig för sin samtid. Förutom en rad estetiska arbeten, särskilt rörande äldre italiensk musik, har Chilesotti bland annat författat Notes sur les tablatures de luth et de guitare (1914).